# テッケ

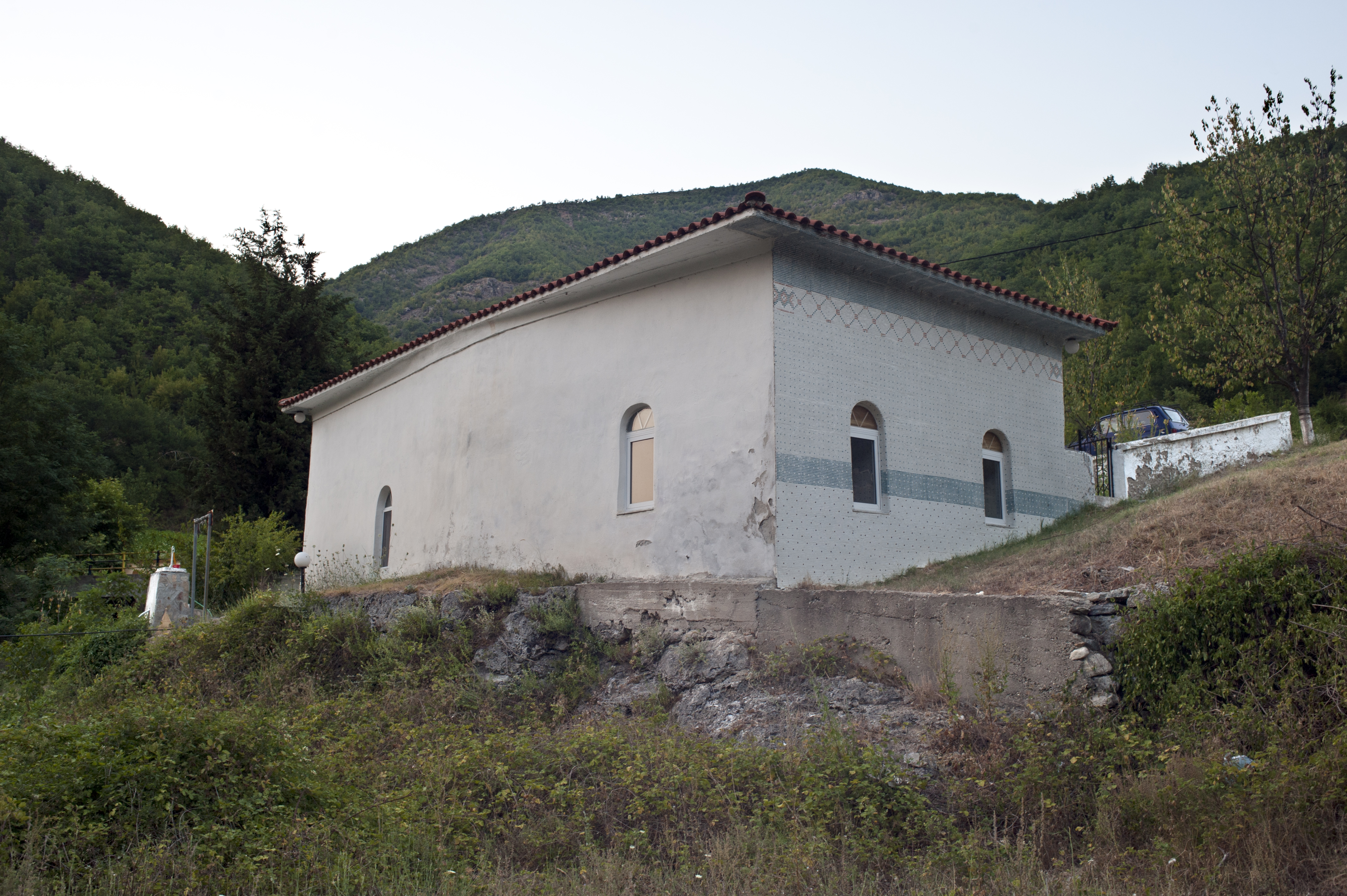
ギリシャのクサンティにあるブダル・ホジャ・テッケ。

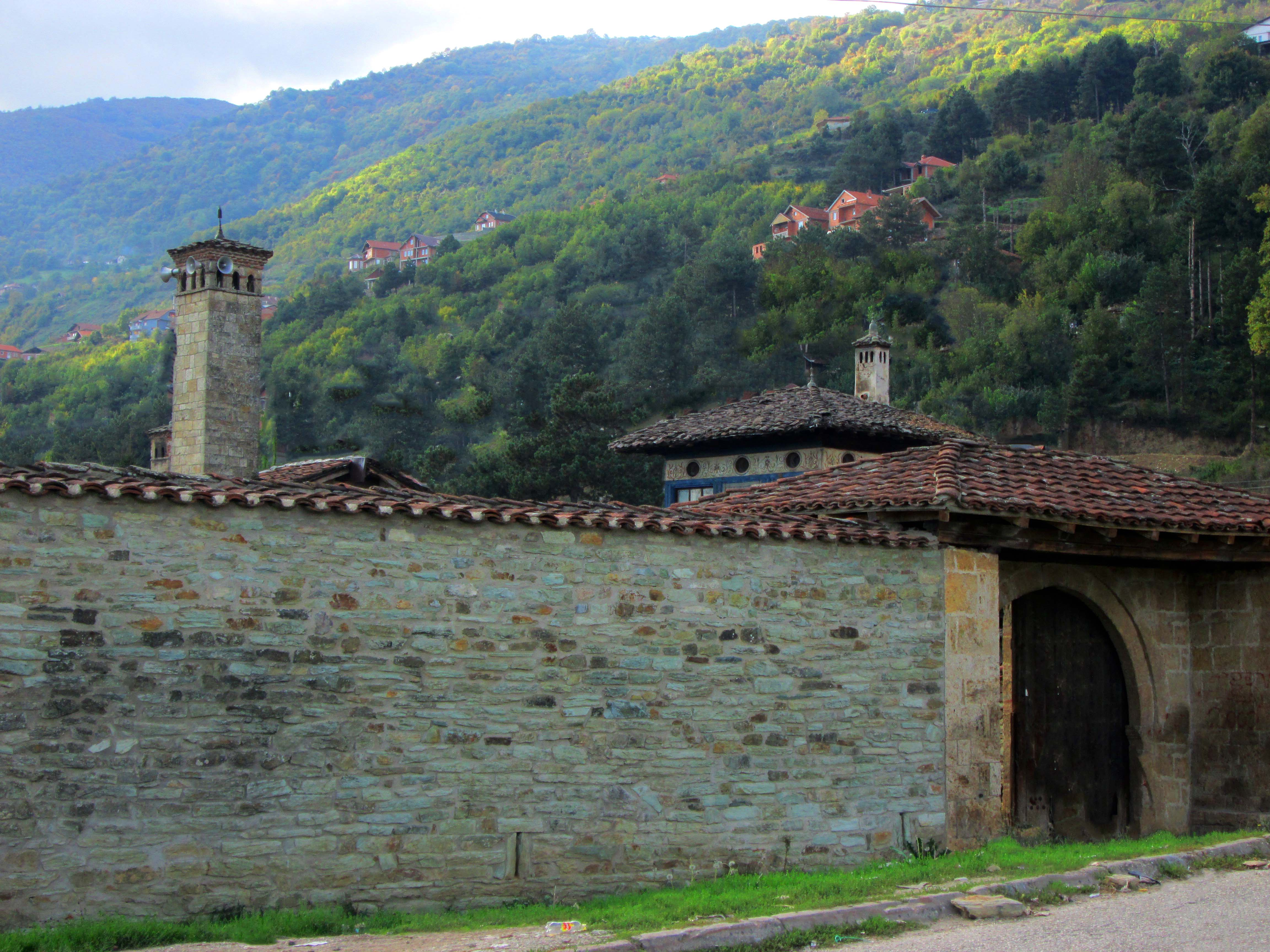
マケドニアのテトヴォにある1538年に建てられたアラバティ・ババ・テッケ。ヨーロッパに残存する珍しい建物。

テッケ（アラビア語: تكيه、テキーイェ）は、タリーカ（教団）の信者らが集い、礼拝、儀式などを執り行う修道場。オスマン帝国時代にはデルギャフ（dergâh）やアースィタネ（âsitane）と呼ばれた。一部のタリーカにおいてハーンカーとアースィタネという名前は中心地となるテッケを指すこともある。
テッケの大きさはタリーカによって異なる。一室のテッケだけでなく、さまざまな施設を含むキュリエ（ワクフ制度によって造られた学校・モスク・病院などを併設した建築複合体）のような見た目の巨大なテッケもある。通常、信徒らは週に一度決まった日に、一つの空間からなるテッケに集まり、それぞれのタリーカの教えに基づいた儀式を執り行う。モスクなどを併設した大きなテッケでの儀式はより規模が大きく、長い時間をかけて行われる。これらのテッケにはたいてい、シャイフの住宅、デルヴィシュ（ダルヴィーシュ）が泊まる建物、台所、洗濯場、ハマムのような場所、タリーカ関係者が宗教的儀式、談話やズィクル（唱念）などに励む修道場が含まれる。中心のテッケはより多くの施設をもつ。例えばベクタシュ教団の中心地、ネヴシェヒル県ハジュ・ベクタシュ村のハジュ・ベクタシュ・ヴェリ修道場は3つの庭のある複合施設の構造をもつ。ここでの主な建造物はハジュ・ベクタシュ・ヴェリの霊廟、バルム・スルタンの霊廟、台所、食料保存庫、洗濯場、談話室、メスジト（小モスク）など。古くからある食糧庫やベーカリーは破却された。メヴレヴィー教団の中心地、コンヤのメヴラーナ修道場にもメヴラーナ霊廟、旋舞（セマー）の場、メスジト、厨房、デルヴィシュ、デデ（宗教指導者）とチェレヴィーの部屋がある。テッケにはタリーカの中心人物が埋められた霊廟、ハズィレと呼ばれる小さな墓が併設される。
トルコでは1925年のトルコ革命の過程でテッケは閉鎖され、タリーカの活動も禁止された。のちにテッケの一部は博物館として開放された。